# Dalyit
Dalyit ist ein selten vorkommendes Mineral aus der Mineralklasse der „Silikate und Germanate“ mit der chemischen Zusammensetzung K2Zr[Si6O15] und damit chemisch gesehen ein Kalium-Zirconium-Silikat. Strukturell gehört Dalyit zu den Schichtsilikaten (Phyllosilikaten).
Dalyit kristallisiert im triklinen Kristallsystem und entwickelt kurzprismatische Kristalle von 0,1 bis 0,5 mm Größe mit glasähnlichem Glanz auf den Oberflächen sowie gelegentlich Kontaktzwillinge mit {100} als Verwachsungsebene. In reiner Form ist Dalyit farblos und durchsichtig. Durch vielfache Lichtbrechung aufgrund von Gitterbaufehlern oder polykristalliner Ausbildung kann er aber auch durchscheinend weiß sein und durch Fremdbeimengungen eine rosabraune oder lila Farbe annehmen.

## Etymologie und Geschichte
Entdeckt wurde das Mineral von Cecil Edgar Tilley bei der Untersuchung von Dünnschliffen von Gesteinsproben, die am Green Mountain und am Middleton Peak auf der zum Britischen Überseegebiet St. Helena, Ascension und Tristan da Cunha gehörenden Insel Ascension gesammelt worden waren. Auf seine Veranlassung erfolgte 1952, nach vorläufigen Untersuchungen durch Stuart O. Agrell, der auch den ersten Kristall isolierte, die Erstbeschreibung des Dalyits durch René van Tassel und Max Hey. Van Tassel benannte das Mineral nach dem kanadischen Geologen Reginald Aldworth Daly (1871–1957) als Würdigung für dessen Verdienste um die Kenntnisse von Geologie und Petrologie der Insel Ascension.
Das Typmaterial des Minerals wird im Institut royal des Sciences naturelles de Belgique in Brüssel, Belgien (Katalog-Nr. C1430), im Natural History Museum in London, Vereinigtes Königreich (Katalog-Nr. BM 64685) und im National Museum of Natural History in Washington, D.C., USA (Katalog-Nr. 113106) aufbewahrt.

## Klassifikation
Bereits in der veralteten, aber teilweise noch gebräuchlichen 8. Auflage der Mineralsystematik nach Strunz gehörte Dalyit zur Mineralklasse der „Silikate und Germanate“ und dort zur Abteilung der „Schichtsilikate (Phyllosilikate)“, wo er als alleiniger Vertreter die unbenannte Gruppe VIII/E.02 bildete.
Im zuletzt 2018 überarbeiteten und aktualisierten Lapis-Mineralienverzeichnis nach Stefan Weiß, das sich aus Rücksicht auf private Sammler und institutionelle Sammlungen noch nach dieser klassischen Systematik von Karl Hugo Strunz richtet, erhielt das Mineral die System- und Mineral-Nr. VIII/H.03-20. In der „Lapis-Systematik“ entspricht dies ebenfalls der Abteilung „Schichtsilikate“, wo Dalyit zusammen mit Davanit eine eigenständige, aber unbenannte Gruppe bildet.
Auch die seit 2001 gültige und von der International Mineralogical Association (IMA) bis 2009 aktualisierte 9. Auflage der Strunz’schen Mineralsystematik ordnet den Dalyit in die Abteilung der „Schichtsilikate“ ein. Diese ist allerdings weiter unterteilt nach der Struktur der Schichten, so dass das Mineral entsprechend seinem Aufbau in der Unterabteilung „Einfache Tetraedernetze mit 4-, 5-, (6-) und 8-gliedrigen Ringen“ zu finden ist, wo es als Namensgeber die „Dalyitgruppe“ mit der System-Nr. 9.EA.25 und dem weiteren Mitglied Davanit bildet.
Die vorwiegend im englischen Sprachraum gebräuchliche Systematik der Minerale nach Dana ordnet den Dalyit ebenfalls in die Klasse der „Silikate und Germanate“ und dort in die Abteilung der „Schichtsilikatminerale“ ein. Auch hier ist er als Namensgeber der „Dalyitgruppe“ mit der System-Nr. 72.02.01 und den weiteren Mitgliedern Davanit, Sazhinit-(Ce) und Sazhinit-(La) innerhalb der Unterabteilung „Schichtsilikate: Zweidimensionale unbegrenzte Lagen mit anderen als sechsgliedrigen Ringen: 4-, 6- und 8-gliedrige Ringe“ zu finden.

## Chemismus
Gemäß der idealisierten chemischen Formel K2Zr[Si6O15] besteht Dalyit aus 13,53 % Kalium (K), 15,78 % Zirconium (Zr), 29,16 % Silicium (Si) und 41,53 % Sauerstoff (O).
Beim Typmaterial von der Insel Ascension waren allerdings etwa 15 % der Kalium-Ionen durch Natrium-Ionen substituiert, entsprechend einem Gewichtsanteil von 1,75 % Na2O. Ferner enthielt die Probe geringe Mengen von Fe2O3 und H2O. Eine Probe vom Dalsfjord in Norwegen enthielt nur Spuren von Natrium, aber ein Teil des Zirconiums war durch Titan in Form von 1,23 % TiO2 ersetzt. Außerdem enthielt die Probe geringe Beimengungen von FeO sowie Spuren von Al2O3, CaO, MgO, MnO, BaO und P2O5. Generell ist die Substitution von Kalium durch Natrium in peralkalischen Graniten und Syeniten stärker ausgeprägt als in alkalischen Gesteinen mit deutlicher Kaliumvormacht (highly potassic, K2O/Na2O > 2), während die Substitution von Zirconium durch Titan und die Einlagerung von Eisen in alkalischen Gesteinen mit deutlicher Kaliumvormacht signifikanter ist als in peralkalischen Graniten und Syeniten.

## Kristallstruktur

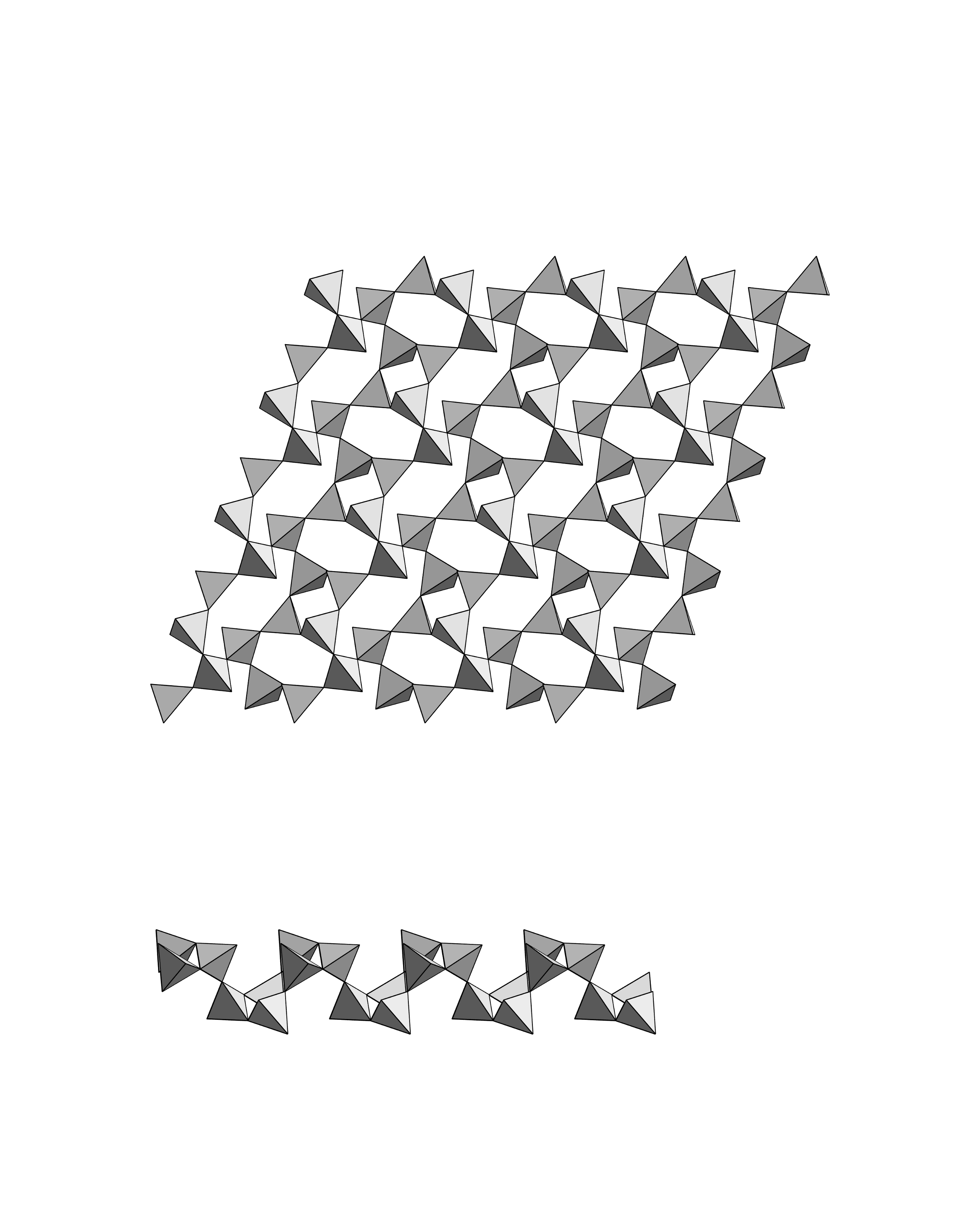
Silikat-Tetraederschicht des Dalyits

Dalyit kristallisiert triklin in der Raumgruppe P1 (Raumgruppen-Nr. 2) mit den Gitterparametern a = 7,37 Å; b = 7,73 Å; c = 6,91 Å; α = 106,2°; β = 111,4° und γ = 100,0° sowie einer Formeleinheit pro Elementarzelle.
Strukturell ist Dalyit ein Schichtsilikat, dessen SiO4-Tetraeder als Dreiereinfachschichten angeordnet sind. Die Schichten bestehen aus Ketten von eckenverknüpften SiO4-Tetraedern, die zu vier-, sechs- und achtgliedrigen Ringen verbunden sind. Innerhalb der Ketten wiederholt sich die Orientierung der Tetraeder zueinander wie beim Wollastonit nach je drei Gliedern. Die Silikatschichten sind durch regelmäßige ZrO6-Oktaeder und unregelmäßige (K,Na)O8-Polyeder untereinander verbunden.

## Eigenschaften
Mit einer Mohshärte von 7,5 gehört Dalyit zu den harten Mineralen und ist gerade noch in der Lage, das Referenzmineral Quarz (Härte 7) zu ritzen. Seine Dichte beträgt gemessen 2,84 g/cm3 und berechnet 2,81 g/cm3.
Dalyit wird von warmer konzentrierter Salpetersäure (HNO3) nicht angegriffen. Von kalter Flusssäure (HF) wird er langsam angegriffen, in heißer Flusssäure ist er leicht löslich.
Wie alle Kaliumminerale weist Dalyit aufgrund des natürlichen Gehalts an 40K eine schwache, mit empfindlichen Instrumenten nachweisbare Radioaktivität auf.
Beim Beschuss mit Elektronen zeigt Dalyit starke Kathodolumineszenz in hellem Azurblau.

## Bildung und Fundorte

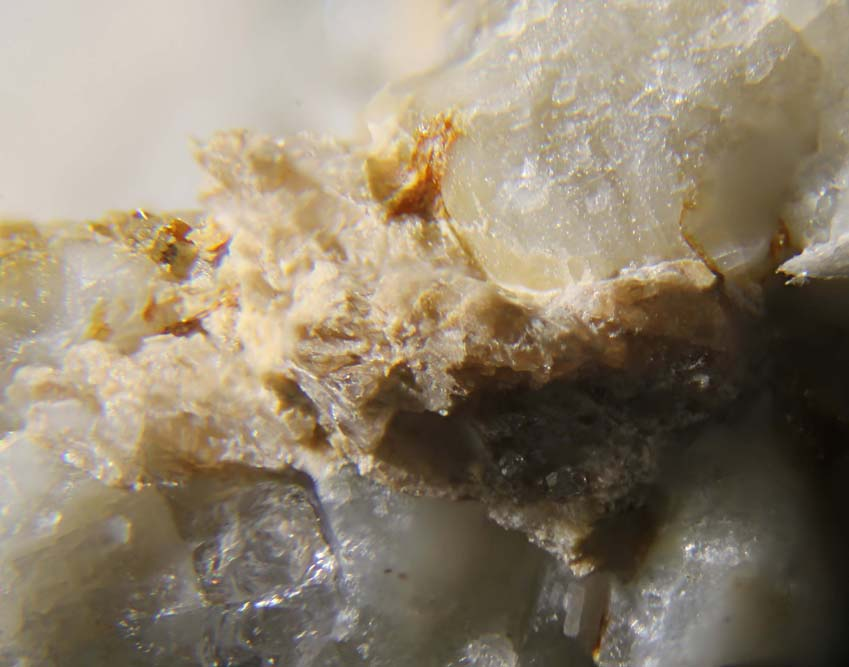
Kristallaggregate von Dalyit (blassbraun) mit ein wenig Janhaugit (orangebraun) von Gjerdingen (Oppland, Norwegen)

Dalyit bildet sich als seltener akzessorischer Bestandteil in verschiedenen magmatischen Gesteinen. Erstmals entdeckt wurde er in Auswürflingen aus Alkaligranit in trachytischen und basaltischen Tuffen von Ascension. Inzwischen konnte er an anderen Orten in Syeniten, Pegmatiten, Charoititen, Lamproiten, Lamprophyren, Feniten und Karbonatiten gefunden werden.
Als seltene Mineralbildung konnte Dalyit nur an wenigen Orten weltweit nachgewiesen werden, wobei bisher etwa ein gutes Dutzend Fundorte dokumentiert sind (Stand 2018). An seiner Typlokalität Green Mountain und weiteren Fundstellen auf der zum britischen Überseegebiet St. Helena, Ascension und Tristan da Cunha gehörenden Atlantikinsel Ascension trat er in Begleitung von Aegirin, Aenigmatit, Arfvedsonit und Quarz auf. Auch auf den zu Portugal gehörenden Azoren-Inseln Terceira und São Miguel (Vulkan Água de Pau, hier zusammen mit Sanidin, Arfvedsonit, Quarz, Aegirin, Fayalit, Astrophyllit und Chevkinit-(Ce)) wurde Dalyit gefunden.
Die einzigen Fundstellen auf dem europäischen Festland sind der Vulkan Cancarix in der spanischen Provinz Albacete sowie in Norwegen der Dalsfjord in der Provinz Vestland und der See Gjerdingen bei Lunner in der Provinz Innlandet (hier gemeinsam mit Pyrophanit, Elpidit, Monazit, Kupletskit und dem von dieser Fundstelle erstbeschriebenen Janhaugit).
Als weitere Fundorte werden das Murun-Massiv im Aldanhochland in der zur Russischen Föderation gehörenden Republik Sacha, das Brandberg-Gebiet in der namibischen Region Erongo, der Gordon Butte im US-Bundesstaat Montana, der Strange Lake (Lac Brisson) an der Grenze zwischen den kanadischen Provinzen Québec und Neufundland und Labrador sowie der Straumsvola im von Norwegen beanspruchten Königin-Maud-Land in Antarktika genannt.

## Verwendung
Aufgrund seiner Seltenheit ist Dalyit nur für den Mineralsammler und für die Forschung interessant.